# Carlos Véliz
Carlos Véliz (Holguín, 12 agosto 1987) è un pesista cubano.

## Palmarès
| Anno | Manifestazione      | Sede           | Evento         | Risultato | Misura  | Note                          |
| ---- | ------------------- | -------------- | -------------- | --------- | ------- | ----------------------------- |
| 2006 | Mondiali juniores   | Pechino        | Getto del peso | 6º        | 19,76 m |                               |
| 2007 | Giochi panamericani | Rio de Janeiro | Getto del peso | Bronzo    | 19,75 m |                               |
| 2008 | Olimpiadi           | Pechino        | Getto del peso | 24º       | 19,58 m |                               |
| 2009 | Campionati CAC      | L'Avana        | Getto del peso | Oro       | 20,10 m |                               |
| 2009 | Mondiali            | Berlino        | Getto del peso | 22º (q)   | 19,62 m |                               |
| 2011 | Mondiali            | Taegu          | Getto del peso | 11º       | 19,70 m |                               |
| 2011 | Giochi panamericani | Guadalajara    | Getto del peso | Argento   | 20,76 m | Miglior prestazione personale |
| 2012 | Mondiali indoor     | Istanbul       | Getto del peso | 13º       | 19,64 m |                               |
| 2012 | Olimpiadi           | Londra         | Getto del peso | 34º       | 18,57 m |                               |